# 恵比寿南橋

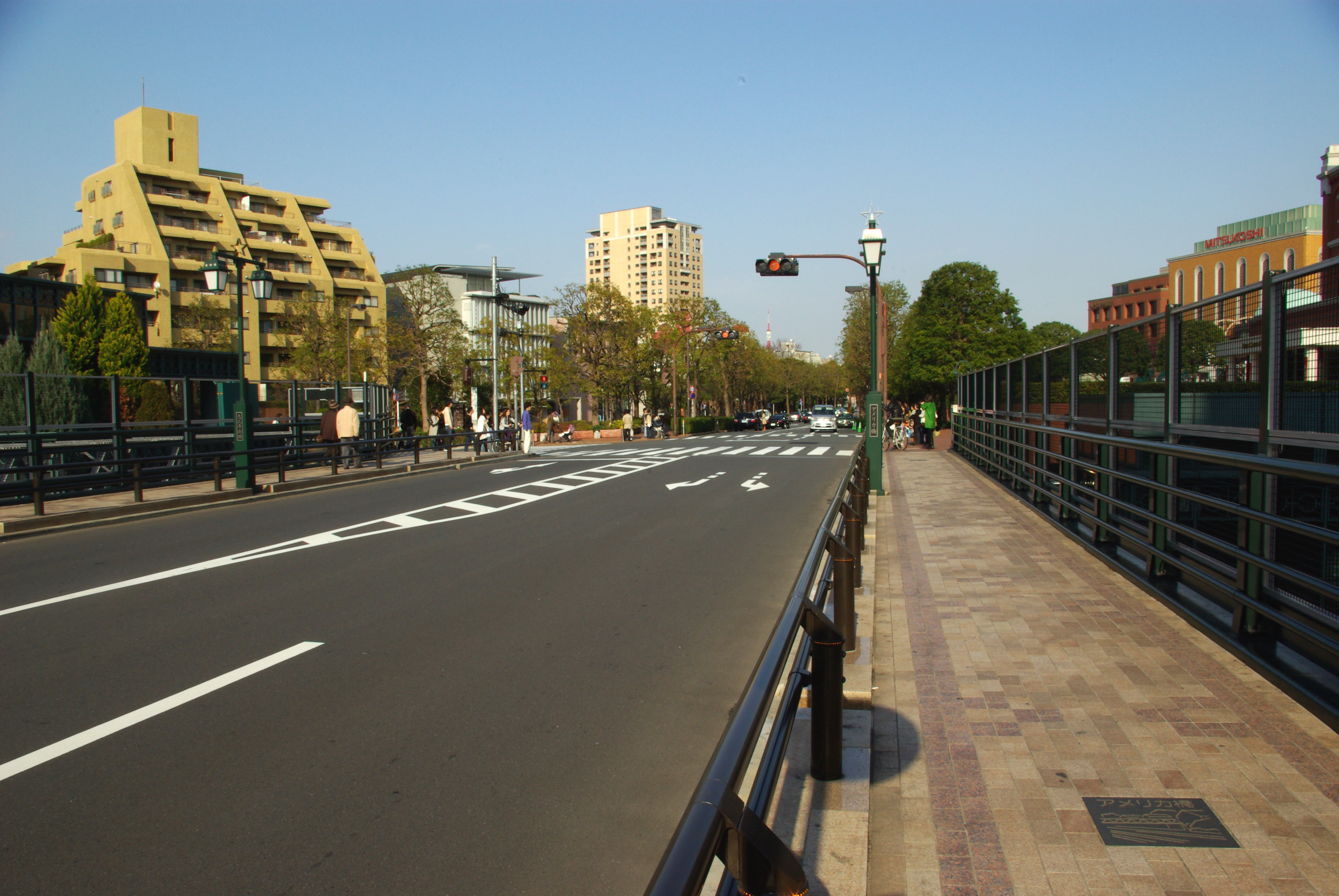
歩道。右下に、アメリカ橋と書かれた石。街灯にも掲げられている

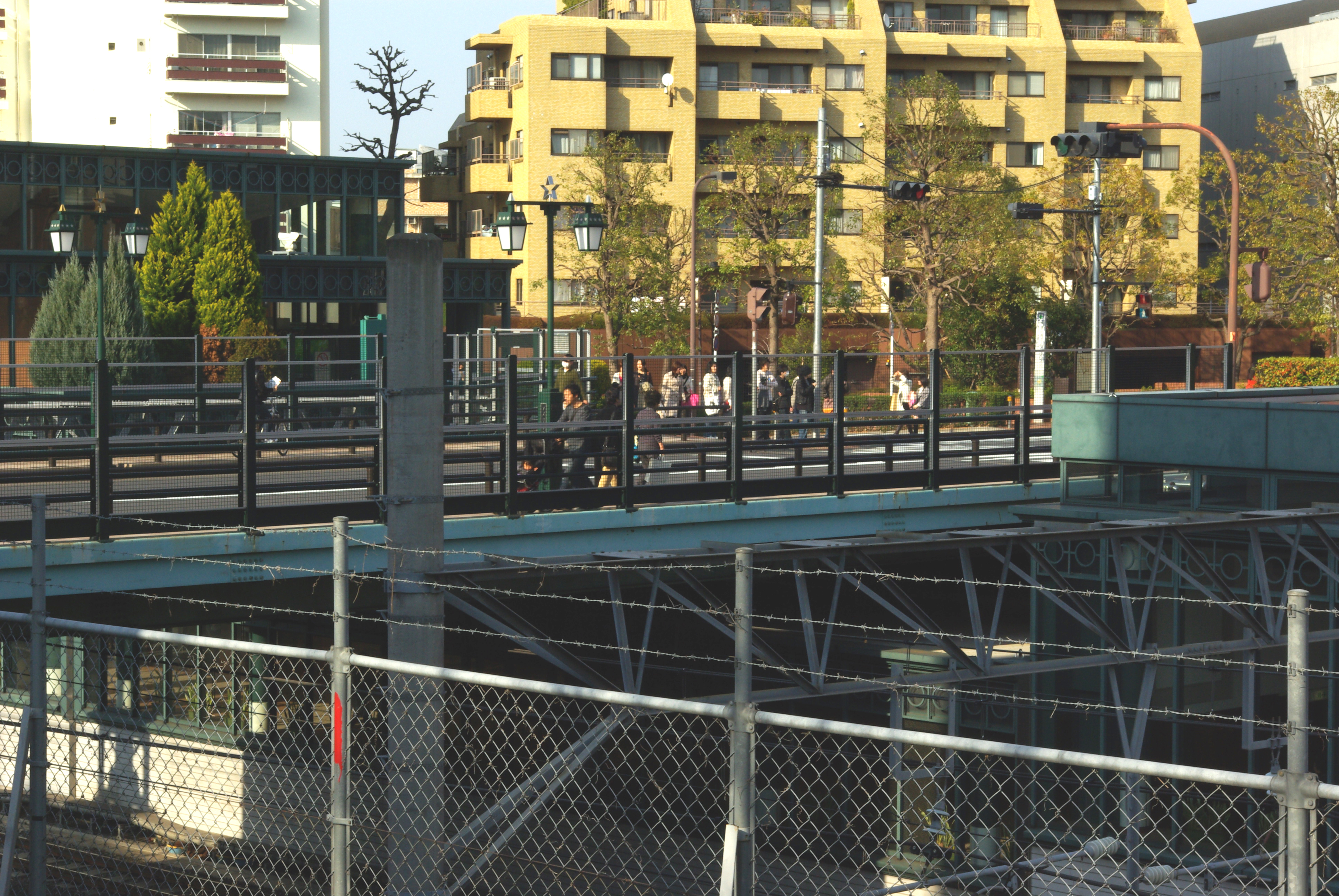
橋を外側から。下には、山手線が通る。

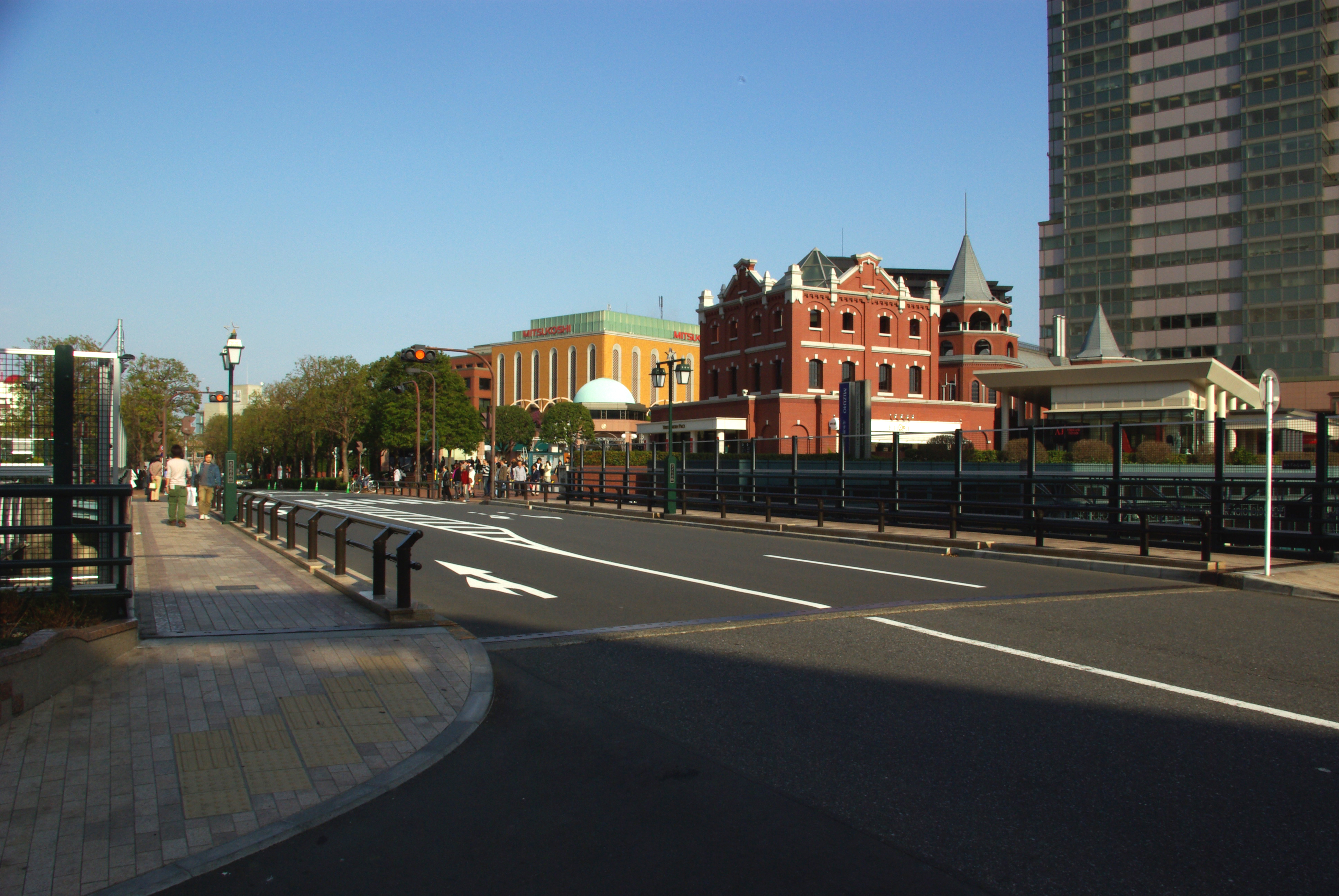
橋を対角線上から全景

恵比寿南橋（えびすみなみばし）は、東京都渋谷区にある道路橋（跨線橋）である。アメリカ橋の通称で認知されている。山手線の目黒駅と恵比寿駅の間にあり、鉄製で青色。

## 歴史
もともとはアメリカセントルイスで1904年に開催されたセントルイス万国博覧会に展示されていたものであった。それを日本の鉄道作業局（当時）が買い取り、鉄製の橋のモデル橋として1906年（明治39年）に現在地に架設したことが愛称の由来である。橋は1970年（昭和45年）に改築されている。

## 関連作品
- 1976年の楽曲「アメリカ橋」 作詞：奥山侊伸 作曲：信楽順三 編曲：船山基紀 歌：湖東美歌（ポリドール）
のちに作詞した奥山自身も、この曲をセルフカバーしている[2]。さらに1979年、狩人がカバー・シングル（編曲：田辺信一）として発売しヒット、一般的には狩人のバージョンが認知されている[3]。
- 1998年の楽曲「アメリカ橋」 作詞：山口洋子 作曲：平尾昌晃 歌：山川豊（東芝EMI）
アメリカ橋の風景と、かつての恋人同士の再会と別れを歌った曲。ドラマ30「いのちの現場から」(MBS) 第5・6シリーズ主題歌であり、山川はこの曲で第49回と第50回NHK紅白歌合戦に出場した。第31回日本作詩大賞受賞曲。